# 马拉维社会主义联盟
马拉维社会主义联盟（英語：Socialist League of Malawi，缩写为LESOMA）是马拉维历史上的一个共产主义政党，形成于1964年，于1974年在坦桑尼亚正式成立。1975年—1978年，该党得到东德的一些支持，包括该党的两名成员在东德接受为期一年的新闻培训，以及印刷1500份《库昌索》，这是一份用于在前线国家和马拉维进行宣传的政治杂志。据说支持该党的另外两个社会主义国家是苏联和古巴。1991年，该党和其他两个马拉维反对党合并为“争取多元民主联合阵线”。